# 맨챌래 반란
맨챌래 반란(핀란드어: Mäntsälän kapina)은 1932년 핀란드의 극우정당 라푸아 운동이 정부를 전복시키려 했으나 실패한 쿠데타 미수이다.
1932년 2월 27일, 백위대원 400여명이 맨챌래의 사회민주당 대회 자리에 난입했다. 이후 라푸아 운동 지도부와 백위대원 백여 명이 맨챌래에 합류하고 전직 참모총장 쿠르트 마르티 왈레니우스 소장이 반란 지도부에 가담했다.
이틀 뒤 핀란드 내각은 공화국 수호법(1년 전 라푸아 운동 본인들이 제정을 주장했던)을 이용해 라푸아 운동 지도부의 체포를 명령했다. 아르네 시흐보 중장이 육군 부대 배치를 준비했고, 만일의 사태에 대비해 수도 헬싱키에는 기갑 및 야포 병력이 증강되었다.
3월 2일 대통령 패르 에빈드 스빈후부드가 라디오 연설로 오로지 반란 지도부만 처벌될 것이니 단순 가담자들은 집으로 돌아가라고 권고하는 연설을 했다. 며칠 뒤 반란군은 와해되고 지도부는 체포되었다. 그해 봄 라푸아 운동은 불법정당으로 활동이 금지된다.
맨챌래 반란은 핀란드 내전 이후 핀란드 극우세력의 마지막 대형 준동으로 평가받는다. 이후 핀란드의 경제 사정이 호전되면서 극단주의 세력은 지지를 잃었다.

## 같이 보기
- 핀란드의 역사